# Zoner Photo Studio
Zoner Photo Studio je fotografický editor a správce obrazových souborů vyvíjený brněnskou společností ZONER a.s.. V Česku je jedním z nejrozšířenějších programů pro úpravu fotografií.
V současnosti[kdy?] existuje pouze verze pro operační systém Windows.

## Historie
Původní název Zoner Media Explorer (poslední verze 6) se v roce 2004 změnil na Zoner Photo Studio – důvodem bylo kompletní zaměření na digitální fotografii.
Od verze 12 Zoner Photo Studio obsahovalo moduly – Správce, Prohlížeč, Editor a RAW, přibyla také možnost měnit barvu prostředí programu ze světlé na tmavou.
Verze 13 obsahuje podporu dvou monitorů a 64bitového systému Windows.
Verze 14 uvedla podporu výpočtů na jádrech grafické karty – CUDA a OpenCL.
Verze 15 přidala nový modul Import.
Verze 16 nyní obsahuje dotykové ovládání.
Verze 17 získala největší vylepšení RAW modulu od verze 12.
Verze 18 přinesla novou strukturu modulů – Správce, Vyvolat a Editor. Modul Vyvolat slouží k nedestruktivním úpravám RAW i bitmapových formátů.
Verze X nabízí práci s vrstvami, výrobu fotopředmětů, třídění fotek podle lokace nebo přechodový a kruhový filtr. V rámci této verze zavedl Zoner také nový způsob licencování – nově je možné zakoupit roční licenci na program. 30denní zkušební doba i rodinné rozšíření licence zůstává.

## Prostředí programu
Program provádí uživatele kompletní prací s fotografiemi od nahrávání a prohlížení snímků až po jejich zpracování v jednotlivých modulech.

### Import – Nahrání obrázků do počítače
Import slouží ke zkopírování nebo přesunu fotografií z fotoaparátu, paměťové karty nebo dalších externích disků do počítače. Umožňuje přejmenování (od verze 17), přiřazení klíčových slov a dalších metadat.

### Prohlížeč – Prohlížení obrázků
Slouží k rychlému prohlížení obrázků. Od verze 18 se prohlížeč spouští samostatně (pokud jsou obrazové soubory asociované se ZPS).

### Náhled
K prohlížení fotek slouží také Náhled, který svými funkcemi postupně plnohodnotně nahrazuje Prohlížeč.

### Modul Správce – Organizace fotografií
Pro organizaci fotografií slouží modul Správce. Umožňuje třídění a zobrazování metadat – fotografických informací Exif, popisků (název, autor, popis, …), klíčových slov, zvukových poznámek, digitálního podpisu, GPS dat. Obrázkům lze přiřadit značky a hodnocení a filtrovat obsah podle nich. Tento modul umožňuje také dávkové zpracování souborů.
ZPS pracuje primárně se samotnými soubory, které je možné také přidat do katalogu pro jejich lepší dostupnost. Import do Katalogu však není nutnost.
Správce může být zobrazen v režimech Průzkumník, Náhled, Mapa a Porovnat.

### Modul Vyvolat – Zpracování RAW souborů
Do verze 17 (včetně) pod názvem „Modul RAW“ umožňoval převod dat ve formátu RAW do rastrových formátů. Od verze 18 umožňuje bezztrátové, nedestruktivní úpravy všech obrazových souborů.
Pro lepší podporu RAW dat digitálních fotoaparátů je vhodné propojit ZPS s DNG konvertorem. Od verze 17 podporuje RAW modul také automatické korekce vad objektivů pomocí LCP profilů.

### Modul Editor – Fotomanipulace
Pro pokročilé úpravy fotografií slouží modul Editor. Jedná se o klasický bitmapový editor, který od verze X umožňuje práci s vrstvami.

### Modul Tisk – Tvorba fotoproduktů a videí
Od verze X lze přímo v programu vytvářet fotokalendáře, fotoknihy, fotky na plátně, HD videa nebo koláže, vše z vlastních fotek. Po objednání a zaplacení je pošle Zoner přímo domů.

### Modul Video – Tvorba fotoproduktů a videí
Nelineární editor videa s efekty, transformacemi klipů a klíčovými snímky. Modul vznikl rozdělením původního modulu Vyvolat na Tisk a Video.

## Zoner Photo Studio 15
Zoner Photo Studio bylo ve verzi 15 vydáno 9. října 2012.

### Novinky verze 15[8]

#### Import fotografií ze zařízení
Způsob, jakým se fotografie importují z nejrůznějších zařízení (nejčastěji samozřejmě fotoaparátů) byl přepracován a zlepšen.

#### Postranní panel
V postranním panelu uživatel nalezne ty nejdůležitější nástroje pro editaci barevnosti, jasu, vyvážení bílé a podobně. Výsledek úprav se zobrazuje v reálném čase a je možné jej snadno revertovat. Je také možno využít rychlé filtry s přednastavenými efekty (Polaroid, Cross process, Lomo, Black & White, …).

#### Automatické zálohování
Každá editovaná fotografie je automaticky zálohována v okamžiku, kdy ji uživatel upraví. Program tak preventivně ukládá původní neupravený obrázek, takže se k němu lze kdykoli vrátit. Tato funkce je ve výchozím nastavení zapnuta.

#### Synchronizace
Nástroj, který synchronizuje fotografie na několika různých místech, která si uživatel zvolí.

#### Tilt Shift
Efekt tilt-shift rozmaže pozadí (lze zvolit kde a jakým způsobem) a výsledná fotografie může působit jako snímek miniatury.

#### Zonerama
Zonerama funguje jako webová galerie i soukromé fotoalbum. Jde o veřejnou webovou službu, kterou provozuje Zoner software, a.s. Uživatel si může zvolit úroveň přístupnosti snímků a nastavit autorská práva. Photo Studio 15 je se službou provázáno, uživatel si může svou webovou galerii procházet přímo v aplikaci. Změny se mohou ukládat i v internetovém albu. Zonerama je přístupná také přes zařízení s operačním systémem Android.

## Zoner Photo Studio 16
Zoner Photo Studio bylo ve verzi 16 vydáno 10. října 2013.

### Novinky verze 16[10]

#### Dotykové ovládání
Ve verzi 16 přibyla možnost ovládání dotykem na dotykových monitorech.

#### Správce
Správce obsahuje nové režimy Náhled pro rychlé prohlížení, Mapa pro přiřazení GPS souřadnic k fotografiím a Porovnat pro porovnání dvou fotografií vedle sebe. Postranní panel s informacemi obsahuje miniaturní mapu, klíčová slova i GPS souřadnice se přiřazují způsobem drag&drop.

#### Editor
Panel s nástroji se přesunul na pravou stranu, k postrannímu panelu, úpravy se přesunuly do pravého kontextového panelu.
Dále Editor obsahuje nové fotografické filtry, např. Cinema nebo Gloomy, a umožňuje změnu velikosti podle obsahu.

## Zoner Photo Studio 17
Zoner Photo Studio 17 bylo vydáno 16. září 2014.

### Novinky verze 17

#### Import
Během importu je možné doplnit k snímkům klíčová slova a přejmenovat je.

#### Správce
Postranní panel s informacemi zobrazuje náhled vybraného snímku, který umožňuje fotografii přiblížit nebo zobrazit její přepaly. Hodnocení fotografií bylo změněno z čísel na hvězdičky, nově je možné přiřazovat klíčová slova a další informace k více snímkům najednou. Do režimu Mapa byly integrované mapové podklady z Mapy.cz.
Katalog automaticky indexuje katalogizované fotografie na pozadí a umožňuje síťové sdílení fotografií na jakékoliv DLNA zařízení.
Nástroj pro vyhledávání duplicitních snímků najde shodné soubory a nabídne jejich odstranění.

#### Editor – nové filtry
- Cartoon – efekt malby
- Odlesk objektivu – simulace odlesků světla při fotografování v protisvětle
- Expoziční typ Přechodového filtru – upraví expozici vybrané části snímku za využití plynulého přechodu. Simuluje např. klasický fotografický přechodový filtr, který se využívá v krajinářské fotografii.
- Horní propust

#### RAW modul
RAW modul prošel největší změnou od verze 12. Pokročilé nastavení expozice nabízí možnost automatických úprav, které napoví, jak snímek upravit dál, nové algoritmy expozičních nástrojů, pokročilou práci s křivkami. Všechny změny provedené nad RAW soubory se zobrazují také v náhledech.
Do ZPS 17 je možné přidat LCP profily objektivů pro automatické korekce optických vad.

## Zoner Photo Studio 18
Zoner Photo Studio 18 bylo vydáno 16. září 2015.

### Novinky verze 18[12]

#### Uživatelské prostředí
ZPS 18 obsahuje tři moduly – Správce, Vyvolat a Editor. Modul Prohlížeč je nově nahrazen samostatným prohlížečem, modul Import tlačítkem v levé spodní části rozhraní.
Moduly mají sjednocenou strukturu – v levé části je navigátor, uprostřed fotka a napravo panel s histogramem a nástroji.

#### Katalog
Katalog umožňuje filtrování snímků podle složek, klíčových slov a data pořízení. Podporuje práci s odpojitelnými disky.

#### Modul Vyvolat
Modul Vyvolat umožňuje nedestruktivně upravovat RAW, JPEG, PNG a další bitmapové formáty. Prováděné změny se ukládají do pomocného souboru a zdrojová fotka zůstává beze změny.

#### Tvorba HD videí
Fotky je možné poskládat do videoprezentace a doplnit hudbou a animačními přechody.

#### Sdílení
Možnost sdílení fotek nebo alb na Facebook, Twitter, E-mail, posílání Zoner Pohlednic přímo z rozhraní programu.

#### Další novinky
- Automatická geolokace fotek
- Filtr Olejomalba
- Podpora 4K rozlišení a Windows 10

## Zoner Photo Studio X
Zoner Photo Studio X bylo vydáno 19. září 2016 a od té doby je aktualizováno přibližně jednou za 3 měsíce, později půl roku. Od verze X přešlo ZPS na licenci formou předplatného.

### Novinky verze X[13]

#### Uživatelské prostředí
ZPS X obsahuje čtyři moduly – Správce, Vyvolat, Editor a Vytvořit. Moduly mají sjednocenou strukturu – v levé části je navigátor, uprostřed fotka a napravo panel s histogramem a nástroji.

#### Katalog
Katalog umožňuje filtrování snímků podle složek, klíčových slov, data pořízení a nově i místa pořízení. Podporuje práci s odpojitelnými disky.

#### Modul Vyvolat
Modul Vyvolat umožňuje nedestruktivně upravovat RAW, JPEG, PNG a další bitmapové formáty. Prováděné změny se ukládají do pomocného souboru a zdrojová fotka zůstává beze změny.

#### Modul Editor
V modulu Editor najdeme práci s vrstvami. Nachází se tu i další funkce pro pokročilou úpravu fotek.

#### Modul Vytvořit
Tento modul nabízí možnost vytvořit z vlastních fotek kalendář, fotoknihu, obraz, koláž, pohlednici nebo HD video.

#### Sdílení
Možnost sdílení fotek nebo alb na galerii Zonerama, Facebook, Twitter, e-mail, posílání Zoner Pohlednic přímo z rozhraní programu.

### Nové funkce

#### Jaro 2017: Štětcový filtr, zpřesnění výběru
Štětcový filtr umožňuje lokální úpravy i v RAW souborech. Funkce zpřesnění výběru zjednodušuje výběr a výměnu pozadí např. u košatého stromu případně u modelky s kudrnatými vlasy.

#### Podzim 2017: Podpora formátu HEIF, vyhlazovací štětec a klonování struktury
ZPS X byl první editor pro MS Windows, který umožňuje zpracování fotek ve formátu HEIF. přidány byly dva nové nástroje na lokální úpravu, které využívají techniku Frequency separation. Obě pracují nedestruktivní a jsou skvělou volbou při úpravě portrétů.

#### Jaro 2018: Měsíční platby za licenci[14]
Od dubna ZPS přináší možnost rozložit poplatek za roční licenci na měsíční splátky. Měsíční předplatné stojí 119 Kč.
Léto 2018: Zoner Photo Cloud
Zoner Photo Cloud je online úložiště fotek a dat. Umožňuje snadnou spolupráci při zpracování fotek mezi členy rodina či mezi kolegy v práci. Zoner Photo Cloud se chová inteligentně a přenáší jen potřebné soubory jako náhledy či popisky a využívá dočasnou paměť cache. Šetří tak náklady na úložiště a vytížení internetového připojení. ZPS X nabízí svým uživatelům základní 5GB plán zdarma.
Podzim 2018: Plnohodnotný střih videa
V podzimní aktualizací ZPS X přináší vylepšený modul pro tvorbu videa. Je možné pracovat s více stopami videa a zvuku. V nové verzi je i rozšířená organizace a import, export presetů.
Jaro 2019: Rychlejší práce s RAWy a rozpoznávání obličejových rysů
Jarní aktualizace výrazně zrychluje práci s RAWy a zjednodušuje práci s kombinací RAW + JPG. Zoner Photo Studio také přichází s nástrojem zkapalnění a rozpoznávání obličejových rysů pomocí umělé inteligence - Face-aware liquify.
Podzim 2019: Nový export a přesné barvy
Nový exportní dialog může spustit několik exportů naráz a umožňuje také export fotek přímo na Zoneramu nebo Zoner Photo Cloud. Vylepšené jsou i jednotlivé parametry exportu, který je nyní několikanásobně rychlejší. Zoner Photo Studio přináší přepracovanou správu barevných profilů, která zaručuje přesné barevné podání ve všech modulech programu.
Jaro 2020: Přepracované barevné korekce
Zoner Photo Studio X přichází s inteligentním kapátkem, pomocí kterého je možné upravovat barvy přímo ve snímku kliknutím a tažením. ZPS X jako jediný program na trhu umožnil definovat přesný výsek barevného kruhu a změnit odstín až o 360 stupňů tažením jednoho posuvníku. Nástroje doplnilo Barevné tónování pro populární filmový color grading nebo možnost posunu základních barev.
Mimořádná jarní aktualizace 2020: Nové fotoknihy
Tvorba fotoknih je jednodušší a intuitivnější díky novým automatickým prvkům. Fotoknihu je možné vyplnit fotkami na jedno kliknutí metodou drag&drop, program za uživatele navíc vybere vhodné rozložení stran nebo zarovnání fotek. ZPS X rozšiřuje svoji nabídku o nové HD formáty fotoknih lay-flat vazbou a na výběr je také z nových barev a stylů rámečků.
Podzim 2020: Lokální úpravy, Luma křivka a varianty souborů
Podzimní aktualizace se zaměřila především na modul Vyvolat. Lokální nástroje obohacené o Tonální křivku nebo Barevné korekce umožňují upravovat i jen část vyvolávané fotky. ZPS X přichází s novým typem křivky - Luma křivkou, která lépe zachovává původní saturaci barev. Místo na disku ušetří varianty souborů, které fungují jako virtuální kopie fotek.
Jaro 2021: Lepší videa a efektivnější úprava fotek
Kromě střihu videí je možné upravovat také samotný obraz klipů některými nástroji známými z modulu Vyvolat. Lze také kopírovat úpravy mezi klipy, srovnávat verze před a po nebo aplikovat úpravy na více klipů zaráz. V modulu Vyvolat je možné přenášet úpravy rychle i na velký počet snímků a snadno vybírat nejlepší fotky díky lepší práci s výřezy při přibližování více fotek naráz. Zoner Photo Studio X nově podporuje úložiště Apple iCloud.
Jaro 2023: Podpora profilů objektivů, podpora dvou monitorů, klíčové snímky ve videu
Software se zbavuje závislosti na externím DNG konvertoru díky integrované podpoře profilů objektivů. To umožňuje opravu soudkovistosti, chromatické aberace a vinětace. Dále přichází přepracovaná podpora druhého monitoru se dvěma režimy (průzkumník a náhled). V modulu Video dochází k přidání transformací (ořez, natočení, apod.) klipů a řízení těchto transformací v čase pomocí klíčových snímků.

## Systémové požadavky
- OS: Microsoft Windows 10 (64 bitů) - verze 1809 nebo novější
- Procesor: Intel nebo AMD s podporou SSE2
- Paměť: 4 GB RAM
- HDD: 480 MB volného místa na disku
- Rozlišení: 1280 × 800 a více